# Marcel Griaule
Marcel Griaule (ur. 1898 w Aisy-sur-Armançon, Yonne, zm. 1956 w Paryżu) – francuski etnolog znany z badań nad plemieniem Dogonów, pionier francuskich badań terenowych. 

## Życiorys
Pomiędzy 1928 a 1933 rokiem zorganizował dwie wielkie wyprawy przez Afrykę mające na celu zebranie materiałów etnograficznych. Pierwsza dotarła do Etiopii, a druga (1931-1933 - Misja Dakar-Dżibuti) dotarła między innymi do kraju Dogonów (obecne Mali). 
Lata 30. spędził na kolejnych wyprawach do kraju Dogonów. Razem ze swoją bliską współpracowniczką Germaine Dieterlen stworzył monografie plemienia i jego mitologii. Według niektórych opowieści miał zostać wprowadzony przez ślepego starca Ogotemmeli w jeden z najwyższych kręgów tajemnej wiedzy Dogonów i ich kosmogonii. Metodologia Griaule'a spotkała się z krytyką w środowisku antropologów, wytykano mu zwłaszcza nieprawdziwe przypisywanie Dogonom rozległej wiedzy astronomicznej na temat Syriusza, co później podchwycili zwolennicy teorii paleoastronautycznych.

## Publikacje
- La Cosmogonie des Dogons, 1936
- Les masques Dogons, 1938
- Dieu d'eau. Entretiens avec Ogotemmeli, 1948 (przekład polski: Bóg wody. Rozmowy z Ogotemmelim, Kęty 2006)
- Renard pâle, ethnologie des Dogons